# Занурення (віртуальна реальність)

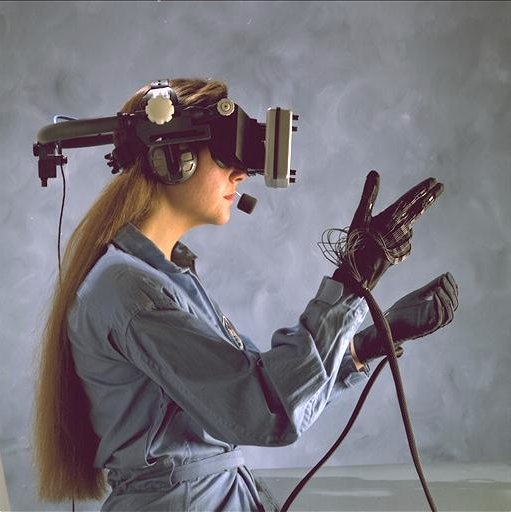

Зану́рення — це стан свідомості, часто штучний, при якому самоусвідомлення суб'єктом свого фізичного стану зменшується чи втрачається зовсім. Цей психічний стан часто супроводжується відчуттям нескінченності простору, над-зосередженістю, спотвореним відчуттям часу, а також легкістю дій. Термін широко застосовується для опису занурення у віртуальну реальність, мистецтва інсталяції і відеоігор, але при цьому неясно, чи використовується це слово однозначно.
Відчуття занурення у віртуальну реальність (ВР) можна описати як повну присутність всередині навіяного простору віртуальних предметів, де все що відноситься до цього простору обов'язково передбачає його «реальність», а суб'єкт здається зовсім відключеним від зовнішнього фізичного світу.